# Edsel Dope

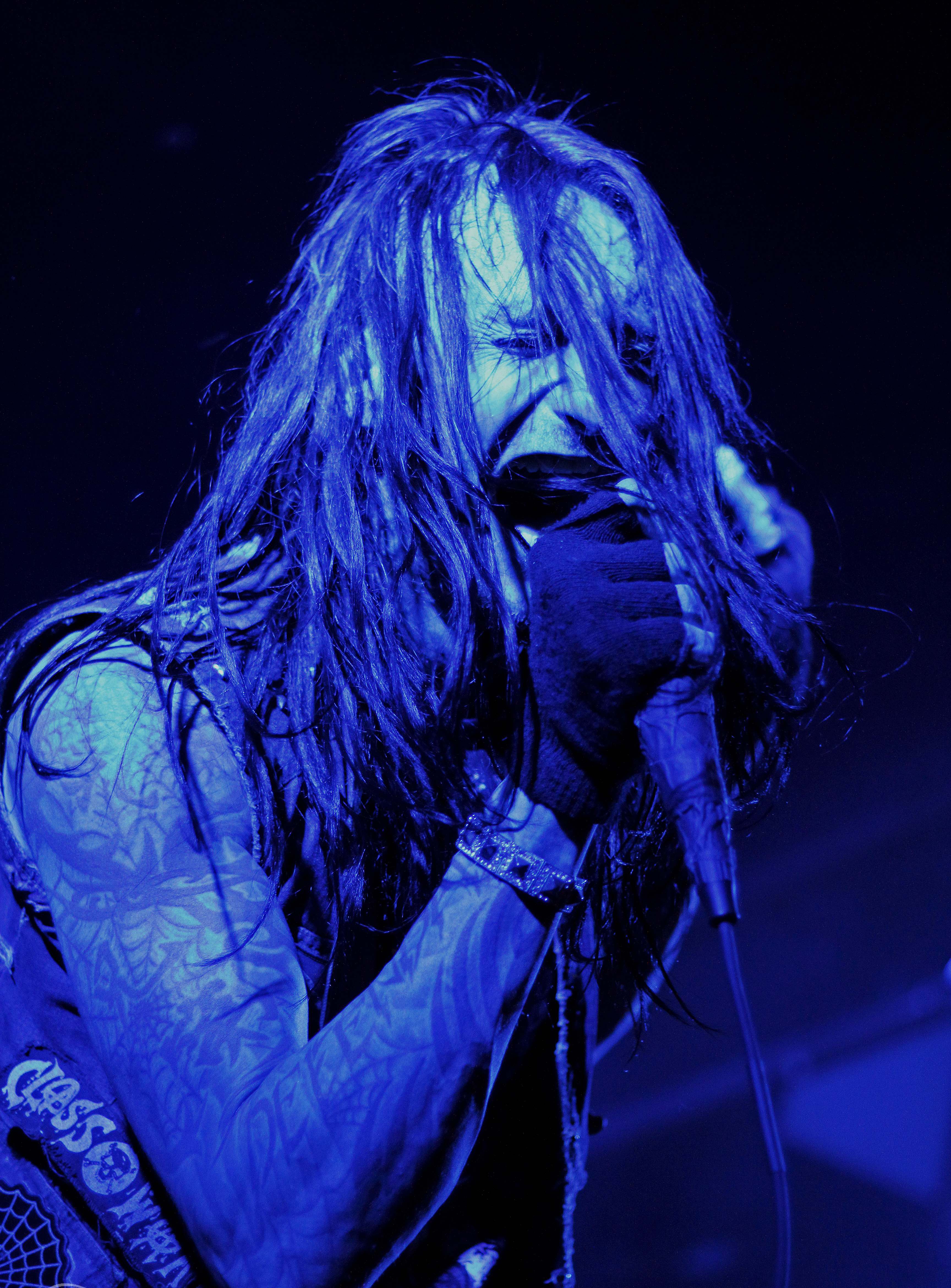
Edsel Dope, 2015

Edsel Dope (* 21. März 1974 in West Palm Beach, Florida; bürgerlich Brian Ebejer) ist der Sänger, Gitarrist und Songwriter der US-amerikanischen Nu-Metal-Band Dope. Die Band wurde von Edsel und seinem älteren Bruder Simon Dope im Dezember 1997 in New York City gegründet.

## Leben
Edsel Dope wuchs in Florida bei seiner alleinerziehenden Mutter auf. Er interessierte sich sehr für Musik und wollte Schlagzeuger werden. Neben dem Schlagzeug spielt er Gitarre und Bass und interessiert sich für Elektrische Musik. Er war an der Produktion aller Dope-Alben beteiligt und spielte für das erste Dope-Album, Felons and Revolutionaries, die meisten Instrumente.

## Diskografie

### Dope
- Felons and Revolutionaries (1999)
- Life (2001)
- Felons for Life (2002)
- Group Therapy (2003)
- American Apathy (2005)
- No Regrets (2009)
- Blood Money, Part 1 (2016)
- Blood Money, Part ZerO (2023)

### Static-X
- Project Regeneration Vol. 1 (2020)
- Project Regeneration Vol. 2 (2024)

### Gastauftritte
- Society 1 - Exit Through Fear (2003) - Zusätzlicher Backing-Gesang
- Dirge Within - Force Fed Lies (2009) - Gesang an "Spit"

## Referenzen
- Edsel Dope bei AllMusic

| Personendaten    | Personendaten               |
| ---------------- | --------------------------- |
| NAME             | Dope, Edsel                 |
| ALTERNATIVNAMEN  | Ebejer, Brian (Geburtsname) |
| KURZBESCHREIBUNG | US-amerikanischer Musiker   |
| GEBURTSDATUM     | 21. März 1974               |
| GEBURTSORT       | West Palm Beach, Florida    |